# Dow Jones Industrial Average

Dow Jones Industrial Average (DJIA), även Dow Jones-index, är ett amerikanskt aktieindex framtaget av journalisterna Charles Dow (1851-1902) och Edward Jones (1856-1920). Första gången Dow Jones Industrial Average publicerades var den 26 maj 1896 och det är USA:s äldsta aktieindex som fortfarande publiceras. Inget av de ursprungliga industriföretagen finns kvar i indexet.
Även om DJIA är ett av de äldsta och mest populära aktieindexen, anser många proffs att Dow Jones inte på ett adekvat sätt återspeglar den totala amerikanska aktiemarknaden jämfört med bredare marknadsindex som S&P 500 eller Russell 2000-index.
Den största börsraset inträffade på "Svarta måndagen" 1987 då Dow Jones föll med 22,6%.

## Beräknings- och urvalskriterier
Indexet omfattar de 30 största amerikanska företagen. Prefixet "industrial" är inget annat än en hyllning till historien därför att många av företagen som ingår i indexet tillhör inte denna sektor nu.
Först beräknades indexet som det aritmetiska medelvärdet av aktiekurserna i de omfattade företagen. Nu, för att beräkna summan av kurserna för alla 30 aktier, divideras den med Dow Jones-koefficienten. Den 4 november 2021 utgör Dow Jones-koefficienten 0,15172752595384. Koefficienten ändras varje gång när moderbolaget genomgår en aktiesplit, så aktiedelningen påverkar inte indexets värde.

## Företagen i Dow Jones-index
Dow Jones index omfattar trettio företag, vilka för närvarande är:[när?][källa behövs]

- 3M
- Alcoa
- Altria Group
- American International Group
- American Express
- Apple
- Boeing
- Caterpillar Inc.
- Citigroup
- Coca-Cola Co.
- DuPont
- Exxon Mobil Corp.
- General Electric
- General Motors
- Hewlett-Packard
- Home Depot
- Honeywell International
- Intel Corp.
- International Business Machines
- JPMorgan Chase & Co.
- Johnson & Johnson Corporation
- McDonald's Corporation
- Merck and Company
- Microsoft Corporation
- Pfizer
- Procter & Gamble
- United Technologies
- Verizon
- Wal-Mart Stores Inc.
- The Walt Disney Company

## Investeringsmetoder
Det är möjligt att investera i Dow Jones genom indexfonder såväl som genom derivatinstrument såsom optionskontrakt och terminskontrakt.
Chicago Board Options Exchange tillhandahåller optionskontrakt på Dow Jones genom ticker DJX.
En ETF som efterliknar indexet tillhandahålls av State Street Corporation.